# Borja sota Can Casildo
La Borja sota Can Casildo és un edifici del municipi de Cervelló (Baix Llobregat) que forma part de l'Inventari del Patrimoni Arquitectònic de Catalunya. Les borges són construccions populars bàsicament utilitàries. Són molt comunes als vessants de la riera de Rafamans i a la de Corbera. Al desaparèixer els conreus de vinya, han anat quedant enmig del bosc, a parcel·les avui urbanitzades, etc.

## Descripció
Es tracta d'una cabana de vinya situada prop de la masia anomenada Cal Casildo. És de planta més o menys circular, amb un alçat troncocònic i parament de grans pedres sense treballar, disposades en fileres, unides sense cap tipus d'argamassa. Té una única obertura, una porta amb una llinda monolítica. La coberta és plana, feta de la mateixa manera que el mur.